# Robinson Ortega
Robinson Armando Ortega Ávila (20 juni 1996) is een Colombiaans wielrenner die anno 2017 rijdt voor Medellín-Inder.

## Carrière
In 2016 eindigde Ortega net naast het podium van het nationaal wegkampioenschap voor beloften, dat door zijn ploeggenoot Roller Diagama werd gewonnen. Later dat jaar nam hij onder meer deel aan de Ronde van Asturië, waar hij derde werd in het jongerenklassement. In juli stond Ortega aan de start van de Ronde van Portugal van de Toekomst. Na driemaal bij de eerste twintig te zijn geëindigd behaalde hij de achttiende plaats in het eindklassement, bijna zes minuten achter zijn ploeggenoot Wilson Rodríguez. In het bergklassement verzamelde Ortega evenveel punten als Diagama, maar mocht het klassement toch op zijn naam schrijven.

## Overwinningen
2016
Bergklassement Ronde van Portugal van de Toekomst

## Ploegen
- 2016 –  Boyacá Raza de Campeones
- 2017 –  Medellín-Inder
- 2018 –  Boyacá es Para Vivirla
- 2019 –  Boyacá es Para Vivirla
- 2020 –  Indeportes-Boyacá Avanza-BRC
- 2021 –  Sundark Arawak

Bothia · Chaparro · Cruz · Cubides · Diagama · Flórez · García · Gómez · Mancipe · Ochoa · Ortega · C.Parra · H.Parra · M.Rodríguez · W.Rodríguez · Romero
Arango · Cardona · Estrada · C. Montoya · J. I. Montoya · Ortega · Oyola · Paredes · Ramírez · Roldán · Sevilla · Vargas